# Lájtávrre
Lájtávrre, enligt tidigare ortografi Laitaure, är en lappländsk fjällsjö som bildats av älven Rapaätno och ligger söder om Sareks nationalpark. Sjön ligger 498 m ö.h.. Kungsleden (sträckningen Kvikkjokk - Saltoluokta) har sommartid en båtled över Lájtávrre. STF-stugor ligger på den norra sidan av sjön vid Aktse.

## Delavrinningsområde
Lájtávrre ingår i delavrinningsområde (744972-161116) som SMHI kallar för Utloppet av Laitaure. Medelhöjden är 645 meter över havet och ytan är 48,13 kvadratkilometer. Räknas de 54 avrinningsområdena uppströms in blir den ackumulerade arean 762,88 kvadratkilometer. Ráhpaädno som avvattnar avrinningsområdet har biflödesordning 4, vilket innebär att vattnet flödar genom totalt 4 vattendrag innan det når havet efter 285 kilometer. Avrinningsområdet består mestadels av skog (48 procent) och kalfjäll (29 procent). Avrinningsområdet har 9,78 kvadratkilometer vattenytor vilket ger det en sjöprocent på 20,3 procent.

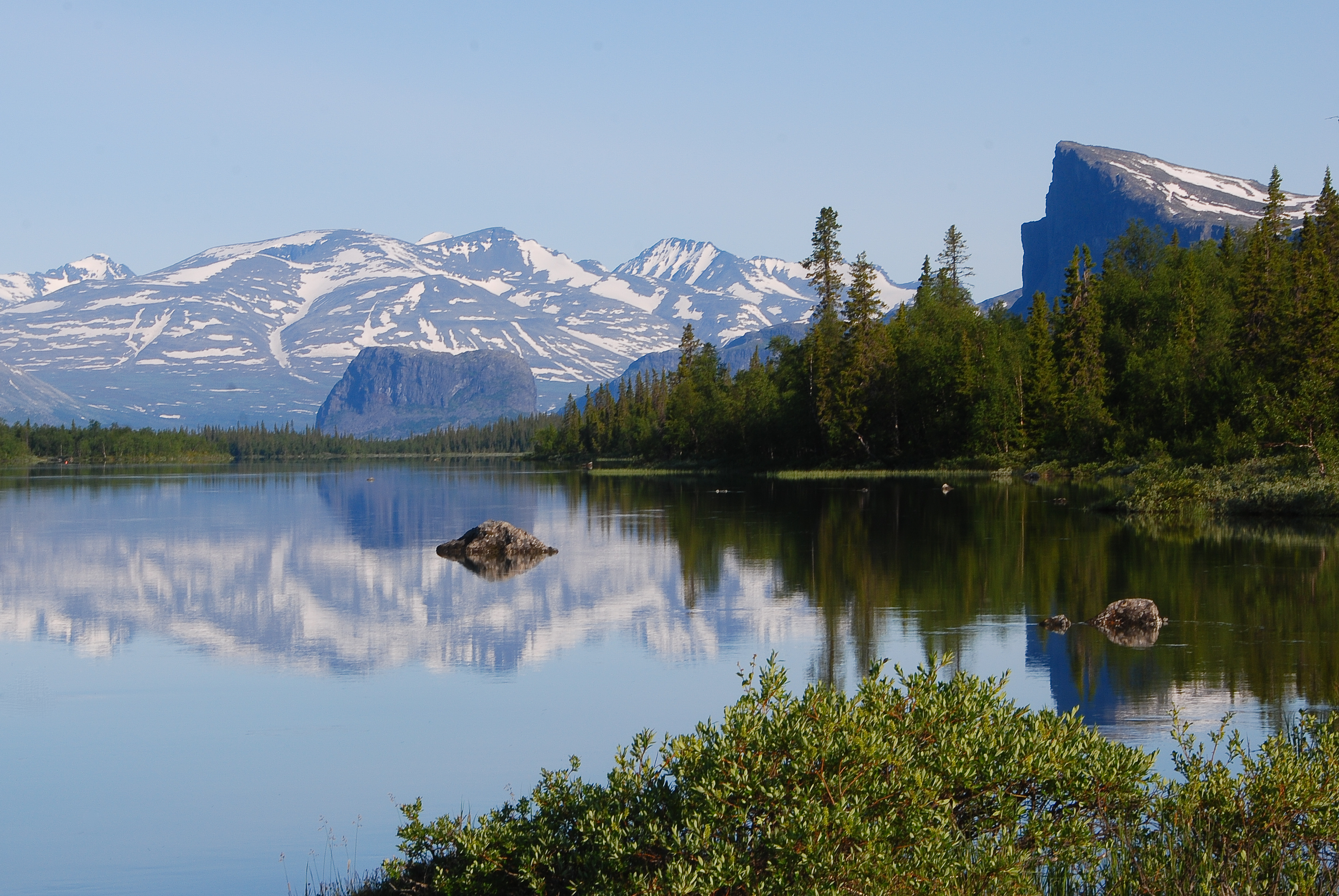
Lájtávrre och bergen Skierfe och Nammasj i Sarek.

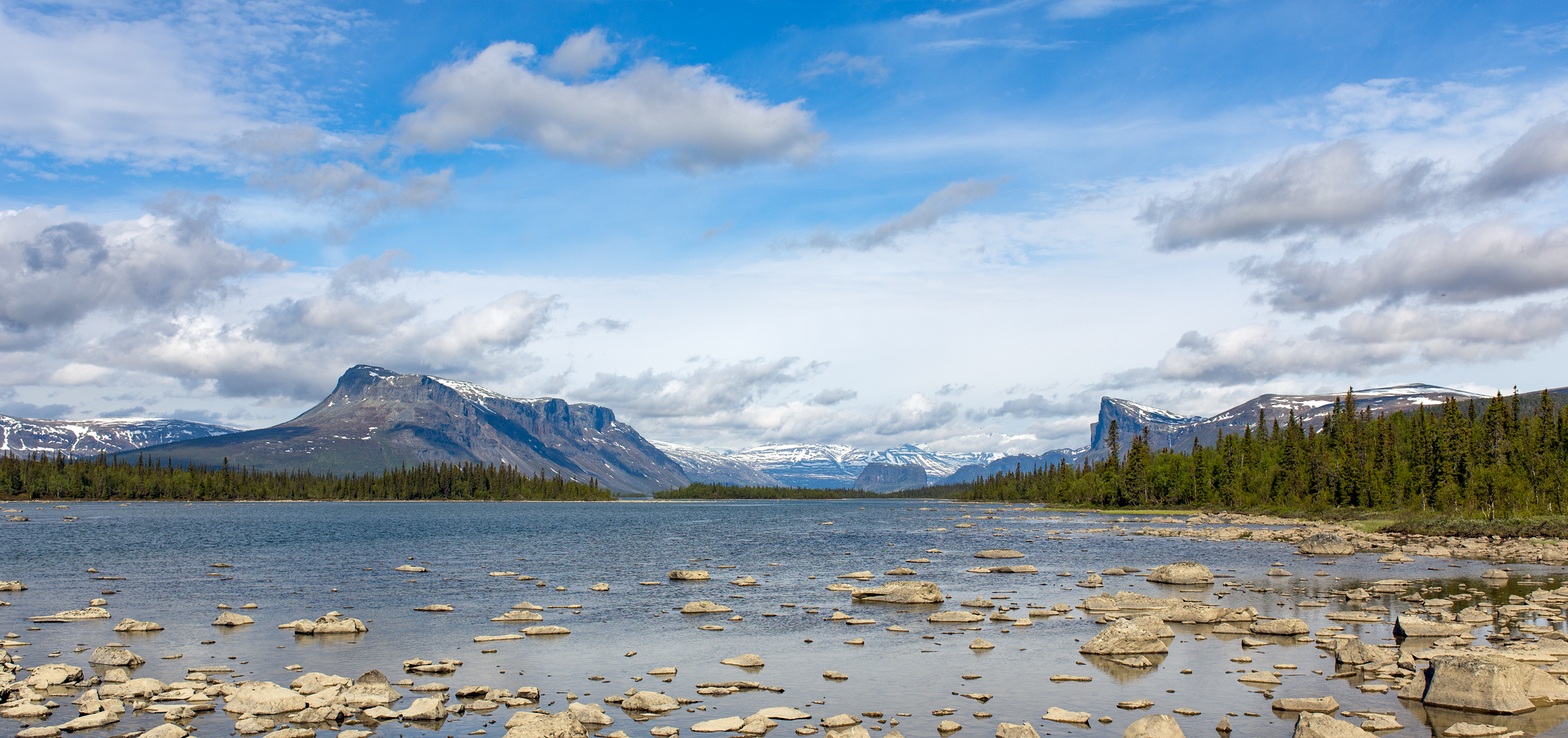
Lájtávrre - vy mot väster.

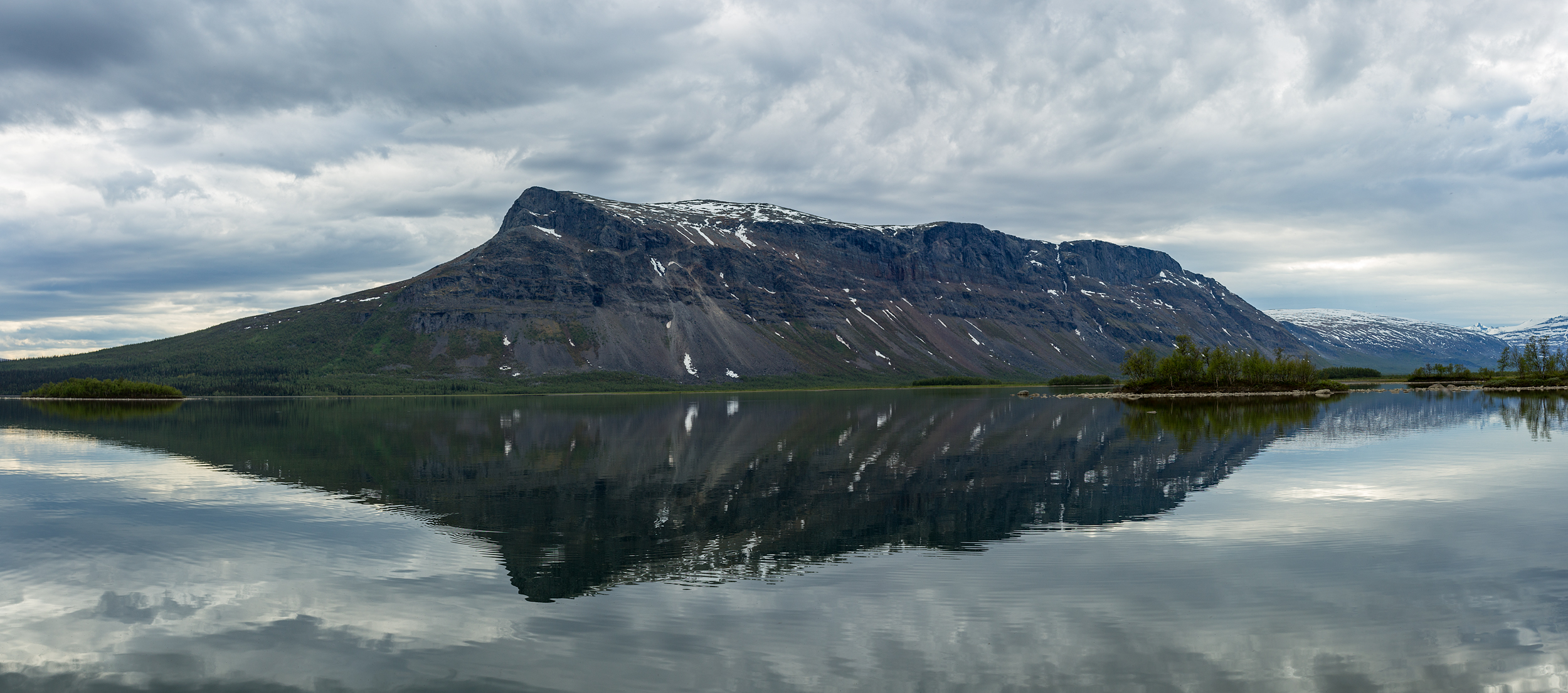
Lájtávrre - vy mot Tjahkelij från Aktse.